# تبیره
تبیره یا تبیر بر فتح اول بر وزن کبیره‌ سازی است از خانواده آلات موسیقی کوبه‌ای که در ساختمان آن پوست بکار رفته است. تبیره استوانه‌ای بوده است سترگ که بر دو سوی آن پوست می‌کشیدند و آن را بر پیل می بستند و با دو کوبهٔ چوبی می‌نواختند. بعضی گویند تبیر دهلی است که میان آن باریک و هر دو سرش پهن باشد.
| بر آمد خروش از در پهلوان |  | ز کوس و تبیره زمین شد نوان |

فردوسی